# 巨星單元劇場黎明篇
《巨星單元劇場黎明篇》（英語：Epiaodic Drama（Part III））是香港藝人黎明主演的影視作品，全碟收錄了電視廣播有限公司於1987年製作的單元劇《母與子》及《段落》，這兩部單元劇曾於1987年以錄影帶形式推出，其後於2002年9月23日以VCD形式發行。

## 製作
《巨星單元劇場黎明篇》是電視廣播有限公司（無線電視）發行的「巨星單元劇場系列」之一，收錄的單元劇包括《母與子》和《段落》，《母與子》是無線電視於1987年2月6日開拍的單元劇之一，由王天林監製，角色人選方面，編劇賈偉南曾於錄影廠看到黎明演出電視劇《男兒本色》，他認為黎明的演技不錯，因此邀請黎明參與演出，其他演員包括柳影虹、許紹雄、林帆等，拍攝歷時一周至十天，放映時間約一小時；《段落》是為了配合台慶而製作的單元劇之一，起初命名為「路上行人」，由梁材遠監製，主要演員包括黎明、吳啟華、薛芷倫等，於1987年7月5日舉行開鏡儀式。

## 劇情大鋼
《母與子》（英語：She’s not my mother）以親情故事為題材，劇情講述青茂從小在離島居住，父親伯尼患有肝病，需要長期休養，無法出外工作，青茂的母親梅英因感到寂寞而紅杏出場。伯尼病情惡化，臨終前叮囑青茂不要與梅英為伴，梅英沒有經濟能力為伯尼辦理殮葬事宜，使到青茂更為痛恨母親，離家出走投靠世叔。多年後，青茂大學畢業，梅英希望與青茂見面，青茂起初拒絕，後來在女友玫中的斡旋下答應與梅英見面，見到當天卻因為梅英的現任丈夫搞破壞，導致青茂憤怒離開。青茂到父親的墳前拜祭，想了很久，覺得人死後，什麼事情都結束了，不應該痛恨自己的母親。青茂決定到外國升學，起程當天，梅英與玫中前來送行，青茂非常感動，終於與母親冰釋前嫌；《段落》以一段三角戀愛故事為題材，劇情講述程明、阿光、頤盼三人為中學同學，阿光和頤盼熱愛舞蹈，而程明則對藝術發展充滿熱誠。阿光和頤盼相戀，程明對頤盼有暗戀之意，三人為了自己的前程而各奔東西。後來，頤盼回到香港與程明見面，二人互相傾訴心事，感情突飛猛進，與此同時，阿光亦回到香港，協助頤盼籌備舞蹈表演，二人重燃愛火，程明、阿光、頤盼由此展開了一段三角戀愛故事。

## 演員與角色
以下是《母與子》和《段落》的主要演員及其所飾演的角色：
《母與子》
- 黎明 飾 青茂，是一名大學畢業的年青人。
- 柳影虹 飾 梅英，青茂的母親。
- 許紹雄 飾 伯尼，青茂的父親。
- 林帆 飾 玫中，青茂的女朋友。

《段落》
- 黎明 飾 程明
- 吳啟華 飾 阿光
- 薛芷倫 飾 頤盼